# In a World like This
| Recensione   | Giudizio |
| ------------ | -------- |
| The Guardian |          |

In a World like This è l'ottavo album in studio dei Backstreet Boys, registrato tra Londra e Los Angeles dal 2012 al 2013 e pubblicato in tutto il mondo il 24 luglio 2013, anno in cui festeggiarono il ventesimo anniversario di carriera.

## Descrizione
In a World like This è l'album del ritorno di Kevin Richardson, che aveva lasciato il gruppo nel 2006 per seguire altri interessi, per poi riunirsi nel 2012. Si tratta anche del loro primo album indipendente, dopo che i BSB interruppero la collaborazione con la Jive Records nel 2010.
Raggiunse la posizione numero 3 della classifica statunitense degli album indipendenti e debuttò alla posizione numero 5 della classifica Billboard 200, rendendo i Backstreet Boys il secondo gruppo e l'unica boyband ad aver piazzato 9 album in tale classifica. In a World like This si piazzò nelle top 5 delle classifiche di Germania, Canada, Giappone, Cina, India, Svizzera, Paesi Bassi e Taiwan e ha venduto circa 800 000 copie.
Richardson aveva dichiarato in un'intervista che l'album sarebbe stato autentico e personale con molti riferimenti alle proprie esperienze di vita, poiché i brani furono co-scritti da tutti e cinque i componenti. Il 20 maggio 2013, fu pubblicato Permanent Stain come singolo promozionale, scritto da Nick Carter. Il primo singolo ufficiale, intitolato In a World like This, fu pubblicato in anteprima da Z100 New York il 18 giugno 2013. Altri singoli estratti furono Show 'Em (What You're Made Of) e Madeleine, quest'ultimo soltanto per il mercato italiano.
L'album fu promosso con il tour mondiale In a World like This Tour e spezzoni video della sua incisione sono stati inseriti nel film-documentario Backstreet Boys: Show 'Em What You're Made Of, uscito al cinema nel 2015.

## Tracce
1. In a World like This – 3:39 (Max Martin, Kristian Lundin, Savan Kotecha)
2. Permanent Stain – 3:55 (Morgan Taylor Reid, Mika Guillory, Nick Carter)
3. Breathe – 3:50 (Martin Terefe, Nick Whitecross, Magne Furuholmen, Andreas Olsson, AJ McLean, Brian Littrell, Howie Dorough)
4. Madeleine – 4:05 (Martin Terefe, Sacha Skarbek)
5. Show 'Em (What You're Made Of) – 3:44 (Morgan Taylor Reid, Mika Guillory, AJ McLean, Kevin Richardson)
6. Make Believe – 4:46 (Dan Muckala, Nick Carter, Kevin Richardson, Howie Dorough, Bryan Shackle)
7. Try – 3:22 (Martin Terefe, James Bryan, James Morrison, Kyle Riabko)
8. Trust Me – 3:47 (Martin Terefe, James Bryan, Justin Nozuka)
9. Love Somebody – 3:25 (Justin Trugman, Jaakko Manninen, Jordan Omley, Nick Carter, Howie Dorough)
10. One Phone Call – 3:51 (Morgan Taylor Reid, Howie Dorough, Sean Douglas)
11. Feels Like Home – 3:26 (Muckala, Nick Carter, Howie Dorough, Kevin Richardson, Bryan Shackle)
12. Soldier – 3:53 (Morgan Taylor Reid, Mika Guillory, Nick Carter, Howie Dorough)

### iTunes Store bonus track
1. Hot, Hot, Hot – 3:26 (Martin Terefe, Glen Scott, Howie Dorough, Brian Littrell, Nick Carter)

### Japanese edition bonus track
1. Light On – 4:06 (Muckala, Nick Carter, Kevin Richardson, Jess Cates)

### Hong Kong, Taiwan, China, Mexico and Target special edition bonus tracks
1. In Your Arms – 3:45 (Morgan Taylor Reid, Mika Guillory, Nick Carter, Howie Dorough)
2. Take Care – 3:26 (Martin Terefe, Lowell Boland, Glen Scott, Howie Dorough, Brian Littrell)

## Classifiche

### Classifiche settimanali
| Classifica (2013-14)                                    | Posizione massima |
| ------------------------------------------------------- | ----------------- |
| Australia (ARIA Charts)                                 | 30                |
| Austria (Ö3 Austria Top 40)                             | 8                 |
| Belgio (Fiandre) (Ultratop)                             | 17                |
| Belgio (Vallonia) (Ultratop)                            | 37                |
| Canada (Billboard Canadian Albums)                      | 2                 |
| Cina (Sino-Chart)                                       | 3                 |
| Corea (Gaon Weekly Charts)                              | 6                 |
| Croazia (IFPI)                                          | 32                |
| Danimarca (Track Top-40)                                | 23                |
| Finlandia (Suomen virallinen lista)                     | 14                |
| Francia (Syndicat national de l'édition phonographique) | 144               |
| Germania (Offizielle Top 100)                           | 3                 |
| Giappone (Oricon)                                       | 4                 |
| India (IMI)                                             | 1                 |
| Irlanda (IRMA)                                          | 81                |
| Italia (FIMI)                                           | 24                |
| Norvegia (VG-lista)                                     | 8                 |
| Paesi Bassi (MegaCharts)                                | 1                 |
| Regno Unito (OCC)                                       | 16                |
| Scozia (OCC)                                            | 19                |
| Spagna (PROMUSICAE)                                     | 5                 |
| Svezia (Sverigetopplistan)                              | 25                |
| Svizzera (Schweizer Hitparade)                          | 1                 |
| Taiwan (Five Music)                                     | 1                 |
| Taiwan (J-Music)                                        | 1                 |
| USA (Billboard 200)                                     | 5                 |
| USA Digital Albums (Billboard)                          | 7                 |
| USA Independent Albums (Billboard)                      | 3                 |

### Classifica annuale
| Paese (2013)  | Posizione massima |
| ------------- | ----------------- |
| Italia (FIMI) | 99                |

## Awards
| Anno | Cerimonia          | Award         | Esito       |
| ---- | ------------------ | ------------- | ----------- |
| 2013 | World Music Awards | Miglior Album | Candidato/a |